# Стрибки у воду на Чемпіонаті Європи з водних видів спорту 2021 — змішаний синхронний трамплін, 3 метри
Змагання зі змішаних синхронних стрибків у воду з триметрового трампліна на Чемпіонаті Європи з водних видів спорту 2021 відбулись 12 травня.

## Результат[1]
| Місце | Країна          | Спортсмени                           |        |
| Місце | Країна          | Спортсмени                           | Очки   |
| ----- | --------------- | ------------------------------------ | ------ |
| 1     | Італія          | Маттео Санторо К'яра Пеллакані       | 300,69 |
| 2     | Німеччина       | Лу Ноель Гай Массенберг Тіна Пунцель | 294,24 |
| 3     | Росія           | Ілля Молчанов Віталія Королева       | 289,50 |
| 4     | Україна         | Вікторія Кесар Станіслав Оліферчик   | 288,54 |
| 5     | Велика Британія | Росс Гаслам Ясмін Гарпер             | 279,45 |
| 6     | Швеція          | Давид Екдаль Емілія Нільссон Гаріп   | 264,51 |